# Histoire du Yémen
Cet article décrit l'histoire du Yémen.

## Préhistoire
Les premières traces de présence humaine semblent remonter à 700 000 ans av. J.-C., comme l'atteste le site de Hadramaout dans le Wadi Dowan (l'est du pays). On a également découvert plusieurs sites rupestres à Saada datant de près de 7 000 ans av. J.-C., comportant également de nombreux outillages de pierres néolithiques dans le désert du Rub al-Khali (nord-est du Yémen). Enfin, les préhistoriens pensent que la domestication du bétail s'est faite à la même époque, comme l'attestent les traces découvertes dans le Khawlan (nord-ouest du Yémen).
L'âge du bronze semble s'étendre de 3 000 à 1 200 ans av. J.-C., car les archéologues ont retrouvé des idoles en bronze sur des sites de petits villages pratiquant déjà l'agriculture irriguée. Durant cette époque, des populations sémitiques (Sémites) achèvent leur longue immigration. Ainsi, le Yémen vit le développement de ce qu'on appelle la culture de Sabr le long du littoral.

## Antiquité

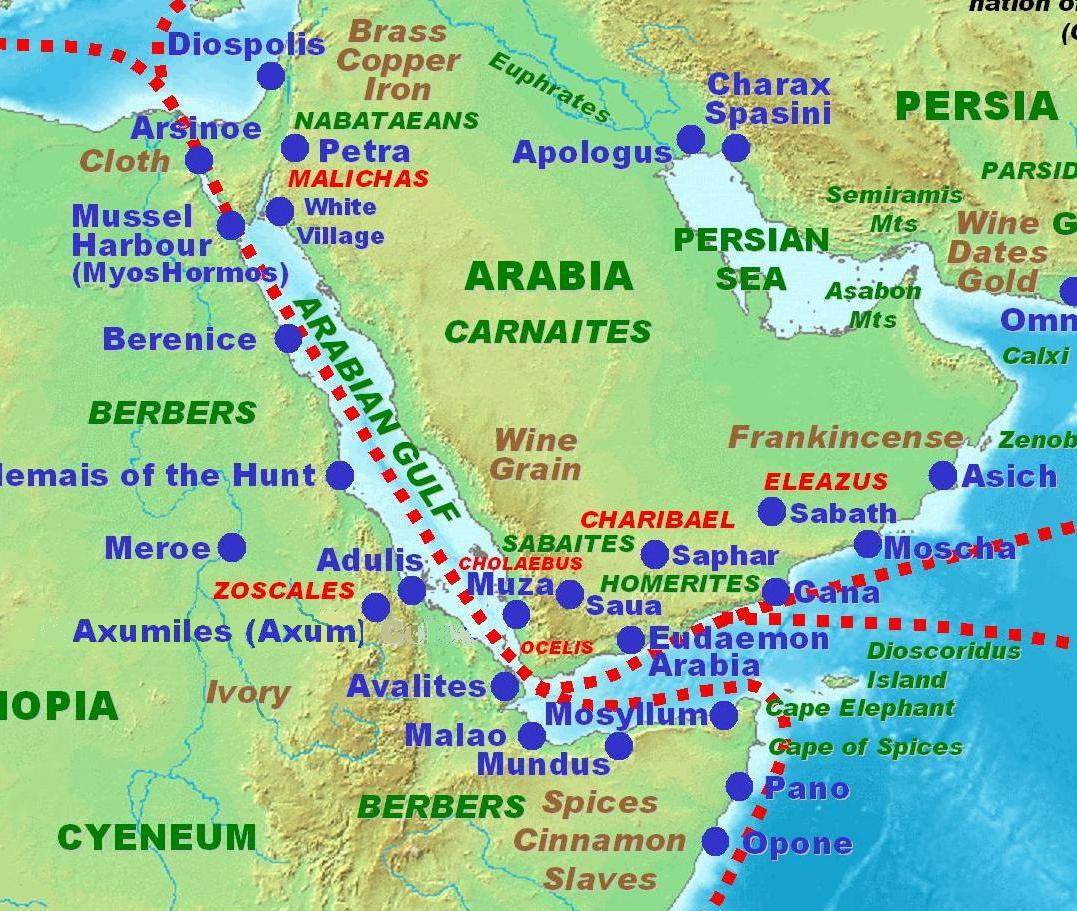
Principaux sites de la péninsule arabique vers l'an 40 selon Le Périple de la mer Érythrée.

Selon les spécialistes, le premier véritable royaume du Yémen est le royaume sabéen de Marib, qui apparaît vers 1500 av. J.-C. L'épisode biblique de la visite de la reine de Saba à Jérusalem, où elle rencontre le roi Salomon (fin Xe siècle av. J.-C.), montrerait sa puissance. Mais l'identification du royaume de Saba à celui de Sheba n'est pas certaine, puisque la première mention réelle de celui-ci provient d'inscriptions assyriennes datant de 750 av. J.-C. Entre le XIIe siècle av. J.-C. et le Xe siècle av. J.-C., les premières inscriptions monumentales apparaissent dans les cités littorales. Celles-ci connaissent vers 750 av. J.-C. un essor architectural remarquable fondé sur la pierre. Une bonne corrélation existe entre cette évolution, qui pourrait indiquer un pouvoir central organisé, et l'apparition dans les inscriptions du titre de « mukkarib » ("unificateur").

### Royaume sabéen historique

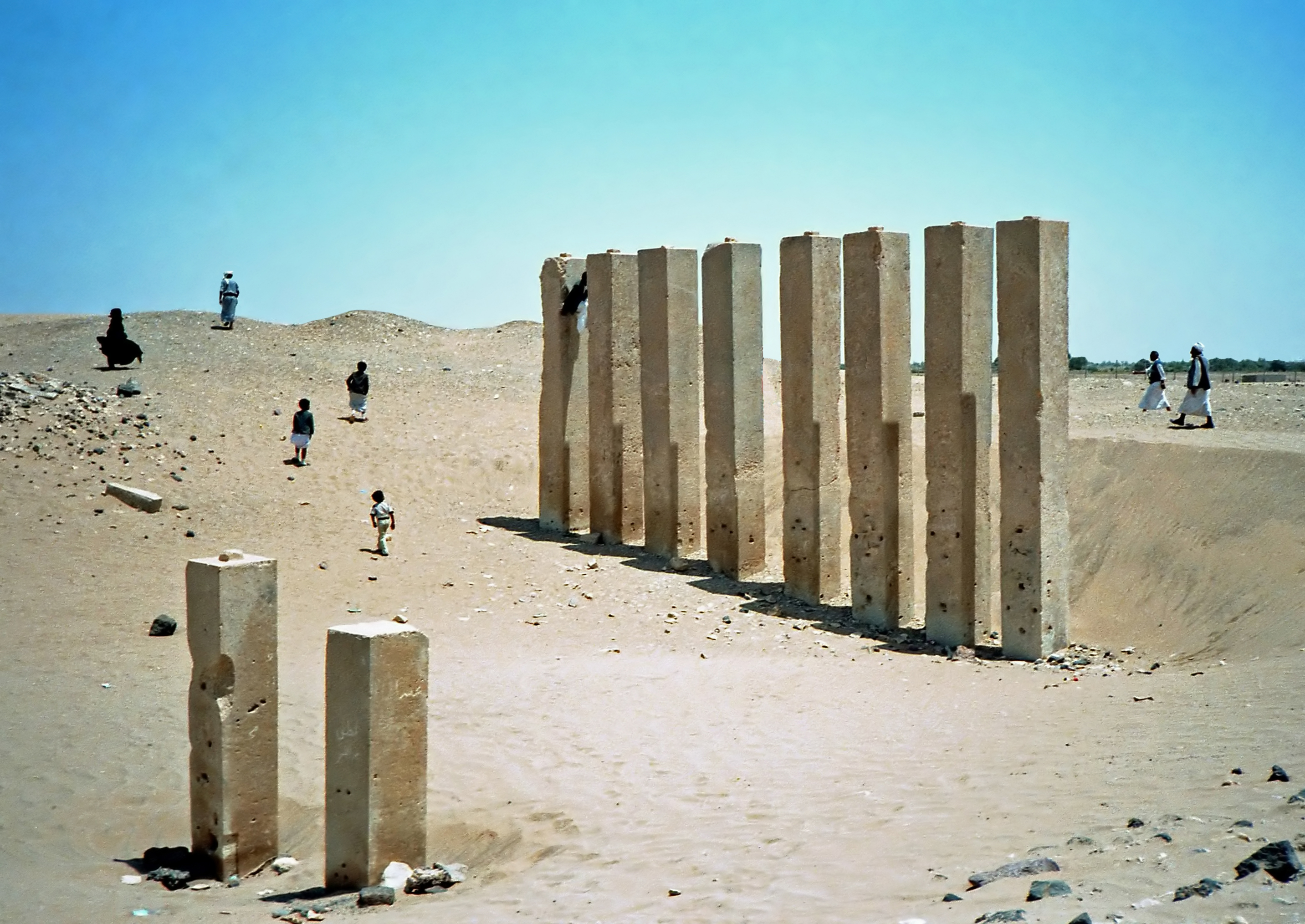
Ruines du temple de Mahram Bilqis près de Marib

Les premiers jalons historiques avérés de ce royaume datent de 716 av. J.-C., lorsque le mukkarib Yâthiamar, roi de Saba, paie un tribut au roi d'Assyrie Sargon II. Le mukkarib finance le creusement à la même époque d'une prise d'eau dans le rocher de la rive sud du wadi Dahana. Actuellement intégrée dans l'écluse méridionale de la digue de Marib, cette prise d'eau constitue peut-être le premier élément d'un barrage, ce qui en ferait le premier barrage connu construit au monde.
Cependant des forces centrifuges semblent menacer l'unité du royaume, puisque vers 700 av. J.-C., Karib'il Watar Ier, fils de Dhamar'alî, lance deux campagnes contre la ville de Nashan pour réduire des velléités d'indépendance. Il demande de l'aide aux cités d'Haram et de Dekaminahû. Puis, de 689 à 681 av. J.-C., après avoir détruit le royaume d'Awsân, Karib'il Watar fonde l'empire sabéen, avec pour capitale Maryab (ou Marib). Il s'agit du premier État yéménite unifié réellement attesté.
Ce royaume subit une attaque d'Hadramaout, qui établit une brève domination au milieu du VIe siècle av. J.-C. sous deux rois étrangers qui siègent sur le trône de Marib. Ils ont à faire aussi face à la pénétration d'une nouvelle tribu étrangère (d'origine arabe ?), celle de Ma'în, qui s'installe à Qarnaw(u), et fonde un nouveau royaume concurrent. Elle domine les villes de Yathill (Barâqish) et Nashan (As-Sawdâ). Toutefois, ce royaume très commerçant reconnaît la suzeraineté du royaume de Saba et en devient semble-t-il le vassal.
- Liste des rois de Saba et Himyar
- Rois de Saba (de)

### Ère de Qataban

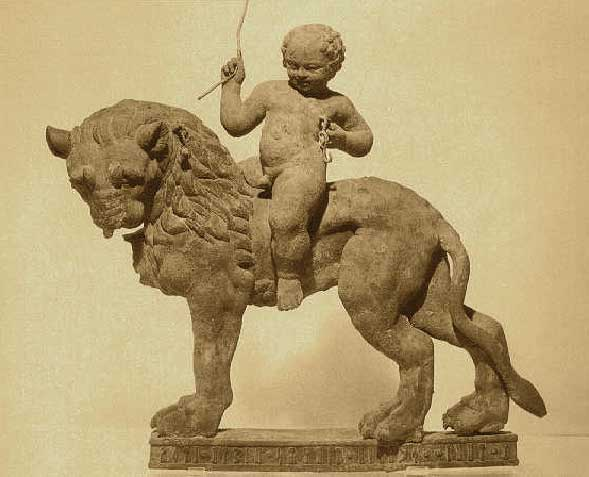
Lion de bronze chevauché par un enfant. Sculpture de l'ère Qataban vers 75-50 av. J.-C.

Cet âge de prospérité semble se terminer au Ve siècle av. J.-C. avec une violente période de guerre et d'instabilité. Les royaumes sudarabiques de Saba, Qataban, Maïn et Hadramaout luttent les uns contre les autres pour asseoir leurs dominations sur la région, et provoquent un abandon massif des sites de Kuhâl, Arârat, Kutal, Inabba, ce qui prouve l'importance de cette lutte violente. Finalement, le royaume Qataban l'emporte et fonde une hégémonie, qui dure de 500 à 110 avant notre ère.
Durant l'ère Qataban, période d'apogée artistique pour le Yémen, une nouvelle monnaie est fabriquée au milieu du IVe siècle av. J.-C., ce qui tend à montrer la vitalité des échanges commerciaux caravaniers entre le Yémen et l'ensemble de la péninsule arabique. Mais la puissance de Qataban doit composer avec les autres royaumes certes assujettis mais relativement autonomes, et qui entretiennent des relations complexes entre eux. Cela limite leur efficacité face à des périls extérieurs. Ainsi, vers -200, le royaume de Haram est détruit par l'invasion de plusieurs tribus arabes, notamment celle d'Amîr. Ces tribus, rapidement soumises sous la tutelle sabéenne, introduisent et imposent de nouveaux cultes, comme le montre le temple principal de Haram dans lequel le culte de Matabnatiyân est remplacé par celui de Halfân, divinité des nouveaux venus.
Finalement, au IIe siècle av. J.-C., s'unifient réellement les royaumes yéménites, sous la domination de Saba. Bien qu'incapable d'empêcher l'intrusion de nouvelles tribus arabes dans le Jawf, Saba impose peu à peu son pouvoir. Avec la disparition en -120 du royaume de Ma'in, l'ensemble du Jawf est sous le contrôle de Saba. L'aristocratie sabéenne s'approprie les régions de Nashan, Nashq et Manhiyat ; le reste est abandonné aux tribus nomades. Qataban sombre et éclate avec la sécession de Himyar en -110, qui le supplante et met fin à son hégémonie.

### Hégémonie d'Hadramaout

Situation à la suite de l'affaiblissement d'Hadramaout vers 100 apr. J.-C.

La chute de Qataban entraîne de nombreux bouleversements importants, dont la destruction de nombreux sites majeurs, comme celle de Raybun au Hadramaout, mais aussi l'éclosion du petit royaume d'Awsan.
Finalement, une nouvelle ère de prospérité commerciale et caravanière s'ouvre, grâce à deux facteurs majeurs : l'expansion croissante de l'Empire romain qui, avec la prise de l'Égypte et de l'Asie Mineure, offre un débouché commercial gigantesque, et, d'autre part, le développement de la Chine et de l'Inde. De fait, le Yémen se découvre une place de carrefour central majeure qui dynamise ses villes. Cela explique la tentative avortée de Rome de mettre sous tutelle cette région en lançant en -26 une expédition dirigée par Lucius Aelius Gallus, qui occupe un temps Nashan et Yathill.
Dès lors, le royaume d'Hadramaout se lance dans une politique hégémonique, au début du Ier siècle apr. J.-C., sous le règne de Yashurîl Yuharish, qui étend son pouvoir désormais jusqu'au Zafâr omanais. Devant sa puissance, les petits royaumes encore indépendants s'unissent, à l'instar de Himyar et de Zafâr. Cette hégémonie se fait dans une certaine violence, avec des destructions dans le Jawf : seuls Nashan, Nashq et Manhiyat sont encore habités de manière permanente. De plus, Himyar se lance dans une politique de colonisation, en fondant en Érythrée des colonies sur la côte vers 45 apr. J.-C. qui ne subsistent guère.
Le premier signe d'affaiblissement d'Hadramaout semble apparaître en 74 avec la fondation de la principauté de Radmân, suivi vers 100 apr. J.-C. de la restauration du Royaume de Saba. Les conflits sont violents, d'autres sites sont abandonnés comme Haram et Kaminahû.
Mais Hadramaout reprend son contrôle en détruisant définitivement en 175 le Qataban. Seul Himyar semble avoir été suffisamment puissant pour contrer son hégémonie. Sous le règne d'Ilî'azz Yalut, Hadramaout connaît son apogée politique et culturel.
Ensuite, c'est un long déclin : en 230, le roi de Saba Sha'r Awtar rompt son alliance avec le Hadramaout, et s'empare de Chabwa et de Qâni, puis lance les premières expéditions contre les Arabes du désert. Mais le retour en force de Saba est éphémère, et brisé définitivement par les rois himyarites Yâsir Yuhan'm et son fils Shammir Yuharish qui annexent Saba. Ensuite, l'Hadramaout ne peut empêcher l'Abyssinie d'occuper de 200 à 275 les côtes du Yémen occidental autour de Najran. Enfin, le conflit inévitable d'Hadramaout contre la puissance montante d'Himyar voit l'anéantissement du premier. Le souverain himyarite, Shammir Yuharish, conquérant l'Hadramaout, unifie pour la première fois la totalité de l'Arabie méridionale, formant ainsi l'Empire himyarite au début du IVe siècle[réf. souhaitée].
Une partie de l'économie régionale de l'époque peut se lire dans les différentes cartes : Le Périple de la mer Érythrée, Table de Peutinger.

## Yémen préislamique

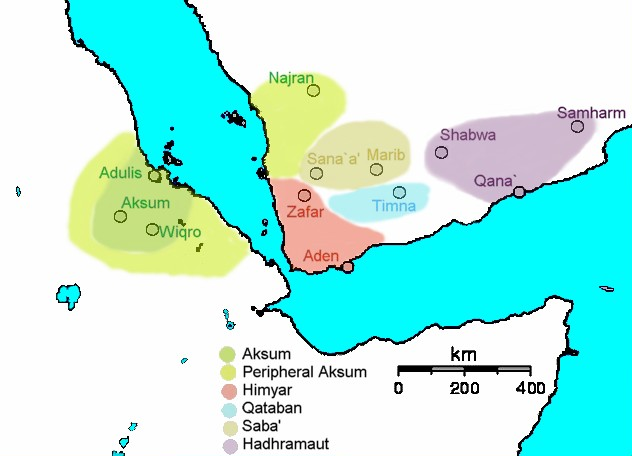
Royaumes yéménites vers 230 apr. J.-C.

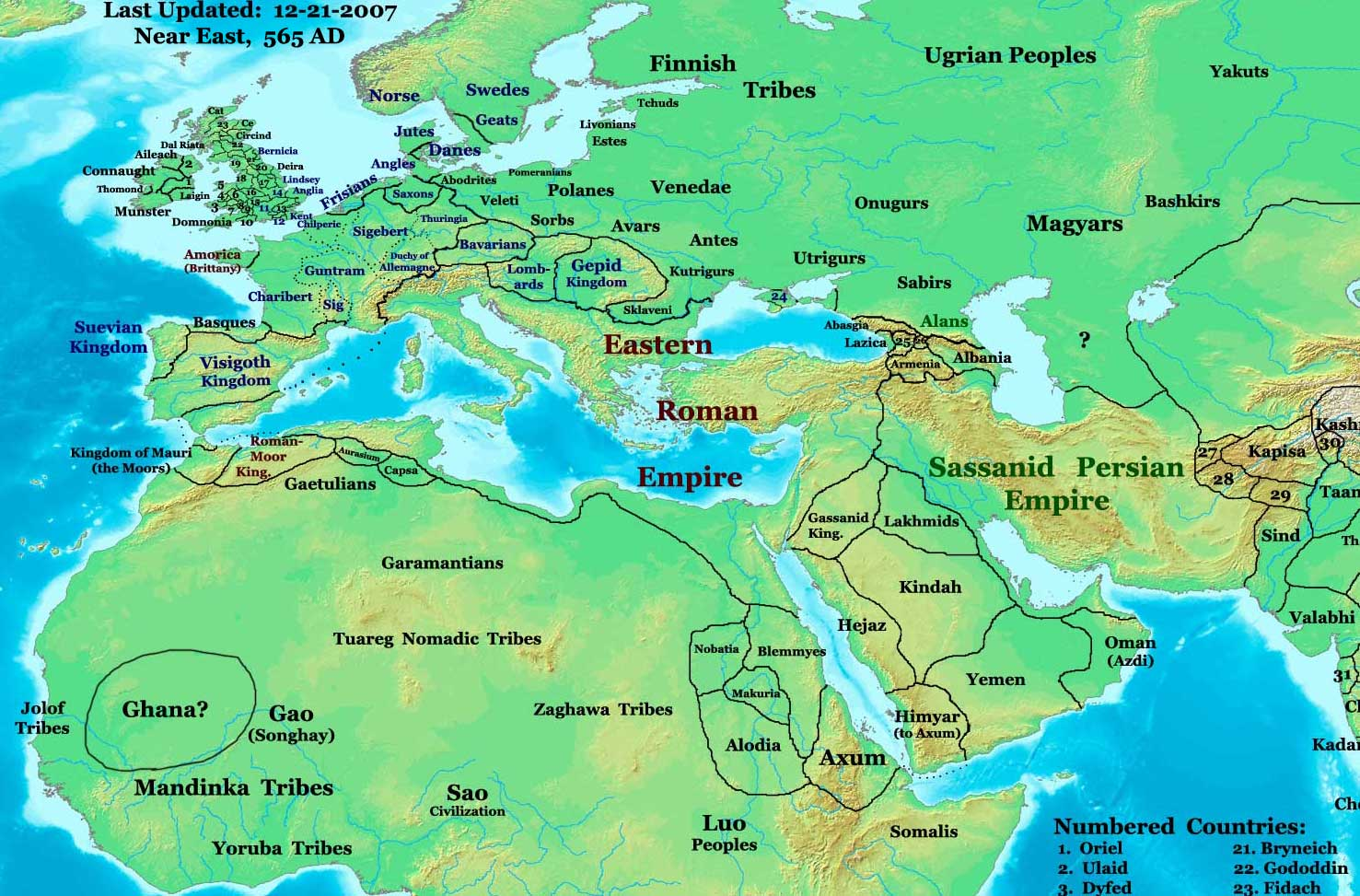
Proche-Orient vers 565.

L'Empire himyarite inaugure la grande période faste du Yémen préislamique tant du point de vue de l'étendue du territoire, recouvrant une grande partie du sud de la péninsule d'Arabie, que culturel ou commercial.
Économiquement, il est certain que les échanges se poursuivent même s'il y a de sévères revers. En effet, au IVe siècle, le monnayage sud-arabique cesse. Pire, le système d'agriculture irriguée pluriséculaire qui permettait de stopper la désertification croissante de la région tend à être moins bien entretenu : la première rupture de la digue de Marib eut lieu sous le règne de Tharan Yuhanim en 360 ; la seconde en janvier 456 sous le règne de Sharahbi'îl Ya'far, fils d'Abîkarib As'ad. Mais les contacts diplomatiques et commerciaux avec Rome se multiplient comme l'ambassade de 339-344 de Théophile envoyé par l'empereur romain Constance II.
Politiquement, l'Empire s'étend de 440 à 450 avec les expéditions d'Abîkarib As'ad, fils de Malkîkarib Yuhanim, et son fils Hassân Yuhanim qui étendent le pouvoir de Himyar sur l'Arabie centrale. Pour mieux assurer leur contrôle, ils y fondent une principauté confiée à Hujr, prince kindite.
La question religieuse montre combien le Yémen fut le théâtre de multiples influences. D'abord, en 380, Abîkarib As'ad et ses corégents se convertissent au judaïsme. Cette première révolution met un terme définitif au polythéisme ancestral ; les grands temples sont non seulement abandonnés mais détruits. Puis, peu à peu se diffuse le christianisme qui est vu comme une secte et combattu comme tel. Ainsi, vers 470 a lieu le martyre d'Azqir sous le règne de Sharahbi'îl Ya'far. Une lutte religieuse éclate entre chrétiens et juifs sur fond de guerre civile. Dès 519, le roi d'Éthiopie Caleb Ella Asbeha soutient activement le coup d'État du chrétien Madîkarib Yafur sur le trône. En juin 522, il sera exécuté par le monarque juif Yusuf As'ar Dhū Nuwas qui s'empresse d'asseoir son pouvoir en lançant une grande persécution des chrétiens dont le comble se situe en novembre 523 avec le martyre de saint Aréthas à Najrân.
Le VIe siècle voit donc se développer des troubles religieux d'importance mais aussi un déclin politique de l'Empire. Déjà, dès 500, les sites de Nashan, Nashq et Manhiyat sont peu à peu abandonnés, signes d'un déclin manifeste. Puis, le chrétien Madîkarib Yafur doit [réf. nécessaire] lancer une expédition punitive en Arabie centrale pour châtier la révolte en juin 521 du Kindite juif Al-Hârith qui refusait de reconnaître son usurpation. Avec le roi juif Yusuf As'ar Dhu Nuwas, c'est Najrân qui refuse de se soumettre en juillet 523. Enfin, l'Empire demeure impuissant à contrer la grande invasion par les Abyssins mandatés par le Basileus en 525. Le roi Yusuf se suicide.
Le christianisme s'implante ainsi grâce aux forces étrangères, balayant les derniers foyers judaïques forcés à se convertir ou à partir. Le roi Sumûyafa Ashwa est intronisé. Les troubles poussent ce dernier à fortifier dès 531 Qâni (Bir-Ali) mais il est renversé en 535 par le chef du corps expéditionnaire abyssin toujours présent, Abraha, qui transfère la capitale de Zafâr à Sanaa.
Le règne d'Abraha semble marquer une pause dans le long déclin de l'Empire, très éprouvé par la guerre civile et religieuse. De nouveaux travaux d'ampleur sont mis en œuvre qui attestent du renouveau de l'Empire Himyarite : on répare en mars 549 le barrage de Marib avant d'effectuer un curage complet de la vieille digue en 558.[réf. nécessaire]
L'occupation abyssine n'est cependant pas bien acceptée. Ainsi, en 570, un prince juif yéménite, Sayf Ibn Dhi-Yaz'an, fait appel aux Perses pour chasser les Abyssins, ce qui entraîne l'invasion perse sassanide du pays, qui renverse le roi abyssin Masrûq.
De 571 à 632, c'est la grande période de la domination perse sassanide. Celle-ci semble contrôler même nominalement le pays, qui ne connaît plus de révolte, mais son déclin perdure. La rupture définitive du barrage de Marib, qui a eu lieu vers 615, cinq ans avant l'hégire du prophète Mahomet à Yathrib, met fin à l'agriculture irriguée à grande échelle. Le pays subit de plein fouet en quelques années la désertification longtemps interrompue par l'ingénieux réseau de canaux qui le rendait verdoyant.[réf. nécessaire]

## Ère musulmane

### Califat (632–897)
Ayhala le Noir est un dirigeant yéménite, dans les débuts de l'islam, considéré comme imposteur, parce que rejetant l'umma. Il s'empare, à la tête d'une partie de sa tribu des Madhhij, de Sanaa, et constitue une chefferie, plus qu'un État, allant d'Aden et Tâ'if à Najran, pour peu de temps.

### Dynasties yéménites
Le Yémen est la terre d'origine de dynasties ayant régné sur une partie du monde musulman, dont les Houdides en Espagne.

### Sulaihides (1047–1138)
Cette brève dynastie est de descendance Banu Hamdan, branche Hashid, tribu Al-Hajour, clan Banu Salouh.
- Ali as-Sulayhi (1047–1067 ou 1081)
- Al-Mukarram Ahmad (1067 ou 1081–1086)
- Arwa bint Ahmad (1086–1138)

Un livre important, au XIIe siècle : Épître aux Juifs du Yémen de Moïse Maïmonide.

### Ayyoubides (1175–1229)
En 1174, l’Ayyoubide Saladin se révolte plus ou moins ouvertement contre Nur ad-Din, et envoie son frère Shems ad-Dawla Turan-Shah faire la conquête du Yémen, pour pouvoir disposer d’une position de repli en cas de défaite face à Nur ad-Din. Ce dernier meurt opportunément juste avant d’envahir l’Égypte, mais le Yémen reste une possession ayyoubide, qui permet à Saladin de contrôler les routes menant à la Mecque. À la mort de Shems ad-Dawla, Saladin confie le Yémen à un autre frère Saif al-Ishim Tughtebin. Ce dernier meurt en 1202, pendant l’annonce de la venue d’une nouvelle croisade et les luttes entre Al-Adel, frère de Saladin, et les fils de ce dernier, et le Yémen passe aux deux fils de Tughtebin, qui meurent peu après, puis à Ghazi ibn Jebail, marié à la veuve de Tughtebin. Bien que le Yémen soit ainsi passé à un non-Ayyoubide, il ne semble pas qu’Al-Adel ait tenté une action pour reprendre le Yémen, bien qu’il soit alors en paix avec les Francs.
À la mort de Ghazi, sa veuve se remarie avec Suleyman, un Ayyoubide d’une branche cadette, mais Al-Kamil, alors gouverneur d’Égypte au nom de son père, envoie son fils Malik al-Ma’sud Yusuf pour reprendre le contrôle du Yémen. Il semble qu’à sa mort en 1229, son fils ait continué à y régner, mais les Rassoulides commençaient alors à contrôler le sud du pays et Yusuf, le dernier émir, ne devait contrôler que le nord du Yémen.

#### Liste des émirs ayyoubides du Yémen
- 1174–1181 : Shems ad-Dawla Turan-Shah († 1181), frère de Saladin
- 1181–1202 : Saif al-Ishim Tughtebin († 1202), frère du précédent
- 1202–1203 : Malik el-Mu’izz Ismail († 1203), fils du précédent
- 1203–1203 : El-Nasir († 1203), frère du précédent
- 1203–1214 : Ghazi ibn Jebail, second époux de la veuve de Tughtebin
- 1214–1216 : Suleiman († 1250), ayyoubide (arrière-petit-neveu de Saladin), troisième époux de la veuve de Tughtebin
- 1216–1229 : Malik al-Ma’sud Yusuf († 1229), fils d’Al-Kamil
- 1229–1240 : Yusuf, fils du précédent

[réf. souhaitée]

### Établissement britannique d'Aden (1839-1937)

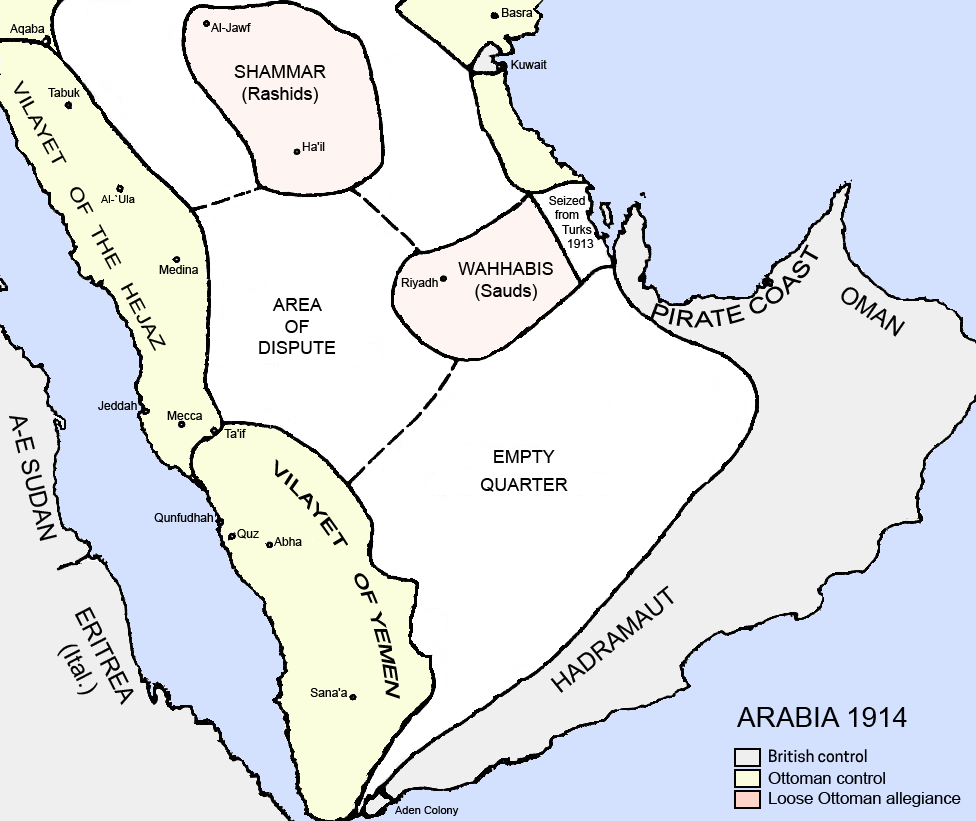
Arabie en 1914

En 1839, la Compagnie britannique des Indes orientales acquiert Aden qui devient
l'Établissement d'Aden (en). En 1860, les possessions de la Compagnie passent sous la tutelle directe directe de l'Empire britannique. Les petites principautés de l'intérieur se placent sous la protection britannique et deviennent en 1886 le protectorat d'Aden.

### Seconde domination ottomane (1849–1918)
Au cours du XIXe siècle, l'armée ottomane entreprend la reconquête du Yémen sur les imams zaïdites. En 1872, Sanaa est prise par les troupes du sultan Abdulaziz : le Yémen devient un vilayet (province) de l'Empire ottoman. Cependant, de 1904 à 1911 des guérillas entre Ottomans et Zaïdites se perpétuent. De 1914 à 1918, le Yémen est un théâtre d'affrontement périphérique entre les Britanniques, qui tiennent l'établissement d'Aden, et les Ottomans.

## XXesiècle

### Yémen du Nord indépendant (1918–1990)

Le Yémen avant l'unification.

La partie septentrionale du Yémen est soumise nominalement à l'Empire ottoman jusqu'en 1918. L'imam des zaïdites, Yahya Muhammad Hamid ed-Din, qui dirige de fait le nord du pays depuis 1904, crée le royaume mutawakkilite du Yémen. Il affirme l'indépendance du pays en signant des traités avec l'Italie, et parvient à maintenir les frontières malgré une défaite militaire contre l'Arabie saoudite. Après son assassinat en 1948, son fils Ahmad bin Yahya devient roi et se rapproche du bloc soviétique. En 1949, une importante émigration des juifs du Yémen vers Israël se produit.
Après l'assassinat d'Ahmad bin Yahya, l'arrivée de son fils Muhammad al-Badr en 1962 sur le trône marque le début de la guerre civile. La monarchie chiite (imamat) y est abolie le 27 septembre 1962, et le pays prend Alors le nom de République arabe du Yémen (communément nommée « Yémen du Nord »), dirigée par des sunnites et soutenue par les forces armées égyptiennes. La guerre par procuration entre l'Égypte et l'Arabie saoudite s'arrête de fait avec la reconnaissance du gouvernement rebelle en 1970 par l'Arabie saoudite, suivie par les puissances occidentales. Les royalistes finissent par être réintégrés au pouvoir avec le soutien des Saoudiens.
La dégradation des conditions de vie de la population à la fin des années 1970 profite aux islamistes. En effet, dans le contexte de la guerre froide, les partis islamistes sont soutenus par les États-Unis contre le communisme. Au Yémen, le Front Islamique est créé en 1979 avec le soutien de l’Arabie saoudite, allié américain dans la région, pour contrer l’influence du Front démocratique national, mouvement clandestin de tendance marxiste. Il défend un mode de vie très conservateur, avec par exemple le port du voile intégral pour les femmes lorsqu’elles vont à l’université.

### Yémen du Sud britannique (1886-1967)
La partie méridionale correspond à l'arrière-pays sous tutelle britannique [réf. souhaitée] et se forme progressivement à partir de 1839 autour du port d'Aden.
La reconquête de l'imamat zaïdite (1597-1872) par les Ottomans en 1873 donne lieu à une confrontation avec l'Empire britannique et rend nécessaire l'établissement d'une frontière entre le Yémen ottoman et les émirats sous protectorat britannique. Un accord de démarcation est conclu en 1904 ; en raison de difficultés sur le terrain, la ligne frontière, allant du détroit de Bab-el-Mandeb à la ville de Marib, est finalisée seulement en 1913. Elle est reprise dans le traité de Sanaa de 1934 entre le Royaume-Uni et le royaume mutawakkilite du Yémen, et reste la frontière entre le Yémen du Nord et celui du Sud jusqu'en 1990.

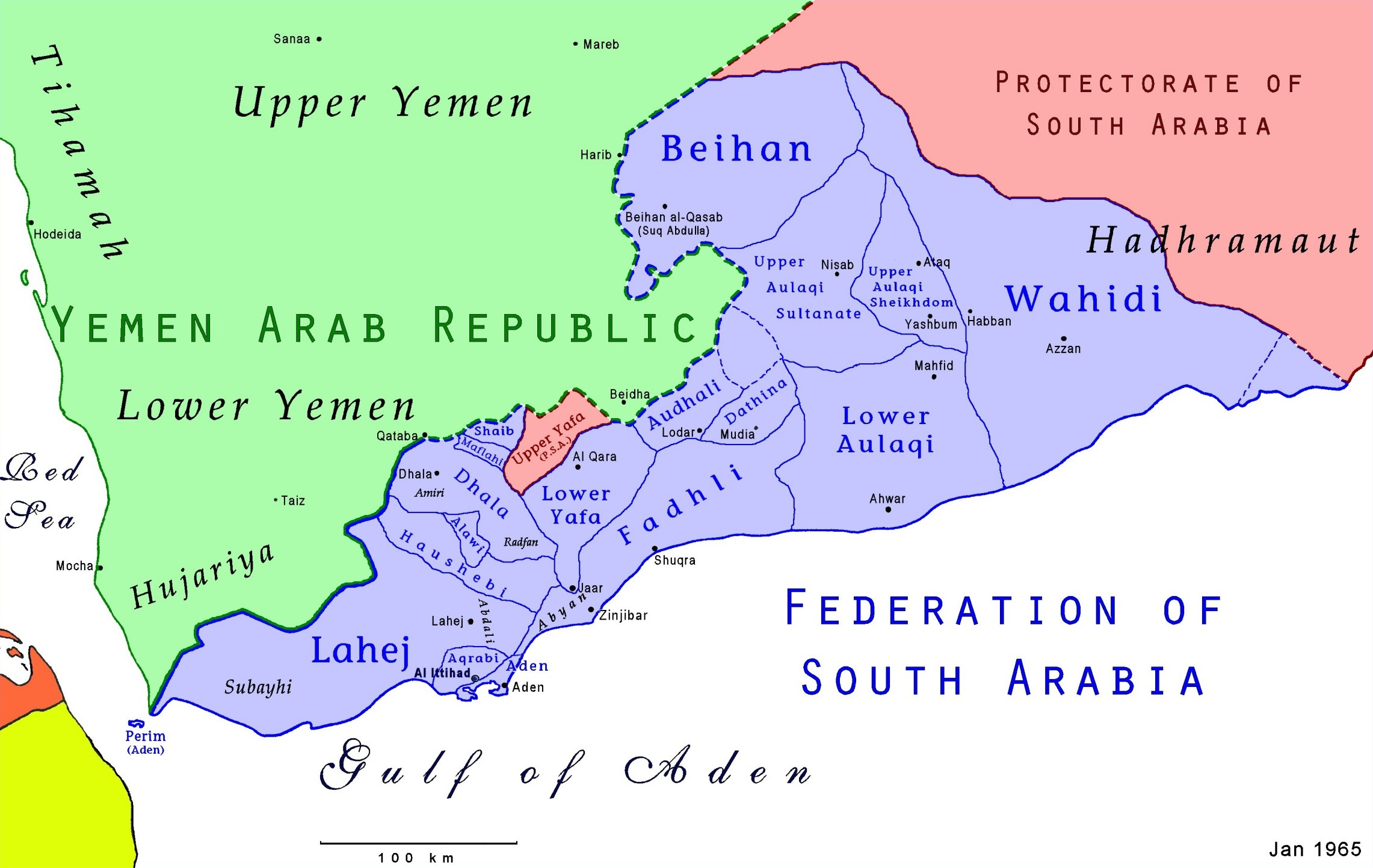
Carte de la fédération d'Arabie du Sud

### Yémen du Sud indépendant (1967–1990)
Après le départ des troupes britanniques, la Fédération d'Arabie du Sud et le Protectorat d'Arabie du Sud se regroupent, officiellement le 30 novembre 1967, pour former un nouvel État indépendant, la République populaire du Yémen du Sud (communément nommée « Yémen du Sud »). Trois ans plus tard, celle-ci adopte le nom de République démocratique populaire du Yémen.
Les positions révolutionnaires du gouvernement du Yémen du Sud provoquent son isolement au sein de la péninsule arabique. Les monarchies absolues de la région se considèrent menacées, voyant le Yémen du Sud comme l’avant-garde de mouvements révolutionnaires potentiels dans leurs propres États. Ceux-ci, en particulier l’Arabie saoudite, favorisent l'isolement économique du pays et soutiennent les incursions armées de groupe d'opposition, forçant le régime à privilégier les dépenses militaires et la défense au détriment du développement. Le Yémen du Sud est la cible de plusieurs interventions militaires : de l’Arabie Saoudite en octobre 1968, décembre 1969 et novembre 1970 ; de la part du Yémen du Nord en septembre et octobre 1972 ; et l’aviation britannique bombarda et rasa en mai 1972 la ville de Hauf.
Les difficultés économiques sont par ailleurs accentuées par la fermeture du canal de Suez à partir de juin 1967 (sur lequel reposait une grande partie des activités du port d’Aden) et par la fuite de l’élite économique du secteur privé, emportant avec elle ses actifs financiers. L’arrière-pays, essentiellement désertique, ne présente qu'un potentiel limité.
Malgré cet environnement hostile, le régime du Yémen du Sud adopte des réformes politiques, sociales et économiques significatives : éducation universelle, service de santé gratuit, égalité formelle pour les femmes. Le gouvernement tente également de lutter contre le tribalisme. L’écart entre les conditions de vie rurales et urbaines est considérablement réduit ; le régime, dont une partie des dirigeants était d’origine rurale, veillait à ce que les campagnes ne soient pas négligées malgré leur faible densité de population et l'étendue géographique du pays. Pour autant, les conflits récurrents entre factions à l'intérieur du pouvoir finiront par saper sa crédibilité.
En 1977, le Yémen adopte la conduite à droite.

### Unification du pays (1990)
Le 22 mai 1990, la République arabe du Yémen (Yémen du Nord) et la République démocratique populaire du Yémen (Yémen du Sud) fusionnent pour former un seul État, la République du Yémen. Ali Abdallah Saleh en devient le président, la Constitution instaure un multipartisme et la liberté de la presse : c'est la naissance d'une nouvelle démocratie dans le monde arabe.
Lorsque, le 2 août de la même année, l'Irak envahit le Koweït, le Yémen réunifié est partagé sur l’attitude à adopter : le pays est très dépendant du commerce et de l'aide irakienne, et l'opinion populaire est de plus majoritairement favorable à Saddam Hussein. Mais le pays reçoit aussi beaucoup d'aide de l'Arabie saoudite.
Le Yémen fait son choix lorsqu'en août, au Caire, lors d'un sommet des dirigeants des pays membres de la Ligue arabe, il vote contre l'envoi de troupes militaires arabes au sein d'une coalition multinationale pour protéger l'Arabie saoudite face à l'Irak. En novembre, au Conseil de sécurité de l'Organisation des Nations unies (ONU), le Yémen vote contre la résolution permettant l'intervention militaire à l'encontre de l'Irak si celui-ci n'a pas quitté le Koweït d'ici le 15 janvier 1991, sans pour autant valider son annexion du Koweït. En décembre, présidant alors le Conseil de sécurité de l'ONU, le Yémen multiplie ses tentatives de médiation.
Le 14 janvier 1991, reçu par Saddam Hussein, le premier ministre du Yémen propose à ce dernier, sans succès, un plan de paix pour éviter la guerre (évacuation du Koweït par l'Irak, et remplacement des troupes occidentales par des troupes arabes) qui fut pourtant accepté par l'Égypte, la France et les États-Unis.
À la fin de la guerre, le rétablissement de bonnes relations avec les puissances occidentales se révèle plus facile qu'avec les pays arabes. Ainsi, dès août 1991, les États-Unis autorisent la vente de 300 000 tonnes de blé subventionné au Yémen. Comme punition, l'Arabie saoudite expulse, en quelques semaines, entre 500 000 et plus de 800 000 travailleurs yéménites de son territoire, suspend son aide au développement de 600 millions de USD et impose désormais l'obligation aux ressortissants du Yémen d'avoir un visa pour effectuer le hajj.
Du 21 mai au 7 juillet 1994, le Yémen du Sud tente vainement de faire sécession sous le nom de « République démocratique du Yémen », avant de retomber sous le contrôle du gouvernement de Sanaa.

### Galerie présidentielle
- Président de la république du Yémen

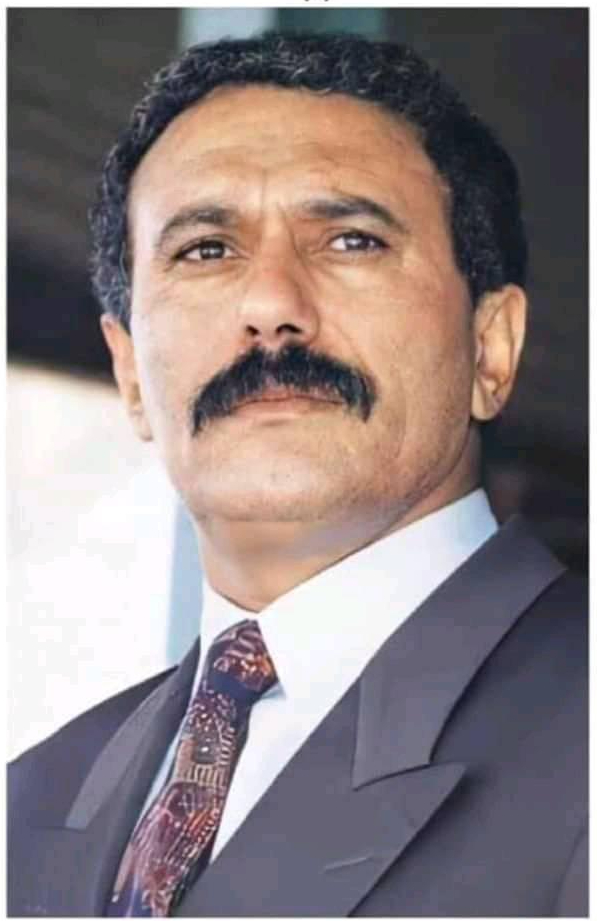
Ali Abdallah Saleh 1990-2011/12
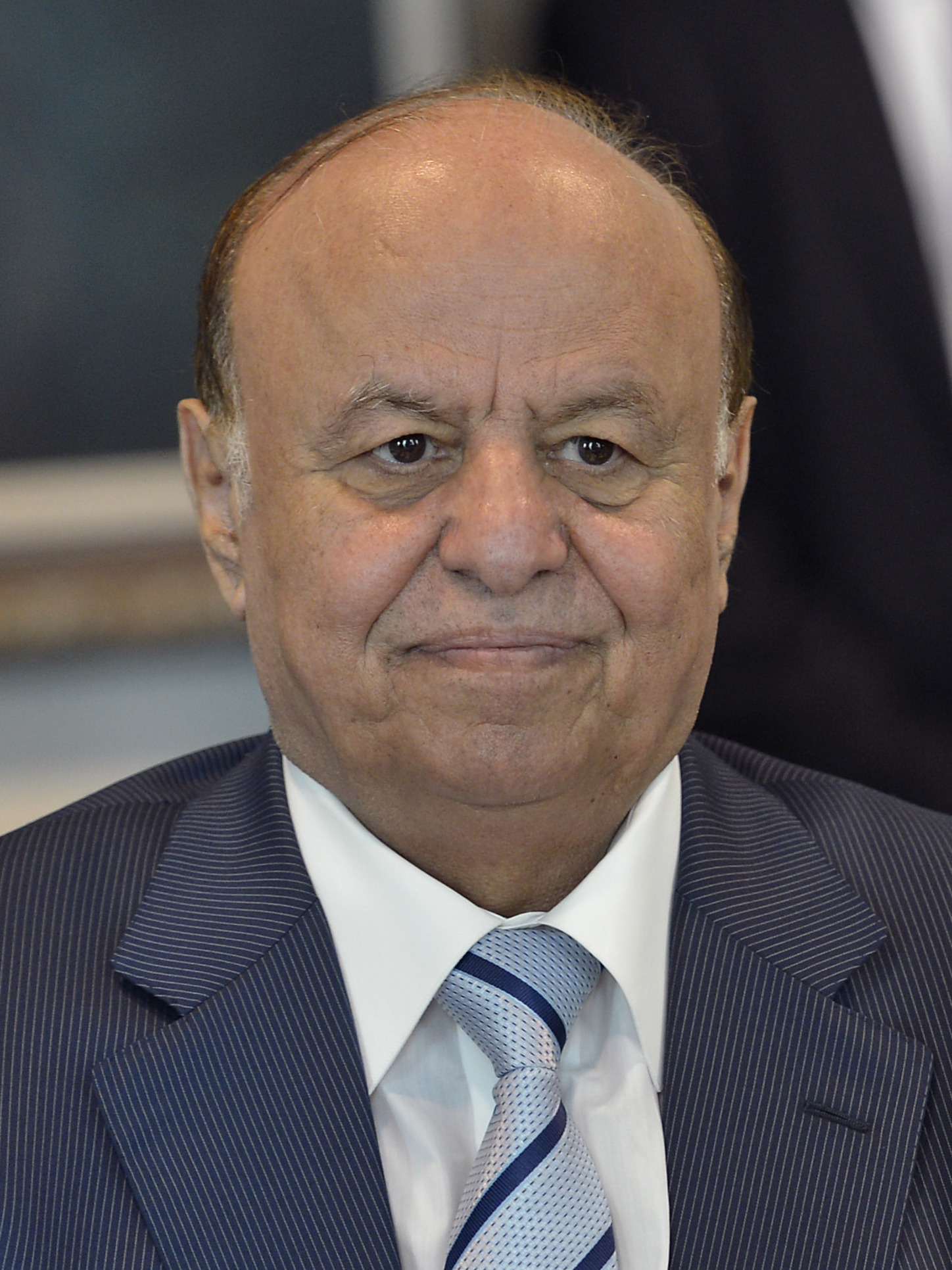
Abdrabbo Mansour Hadi 2011/12-2022
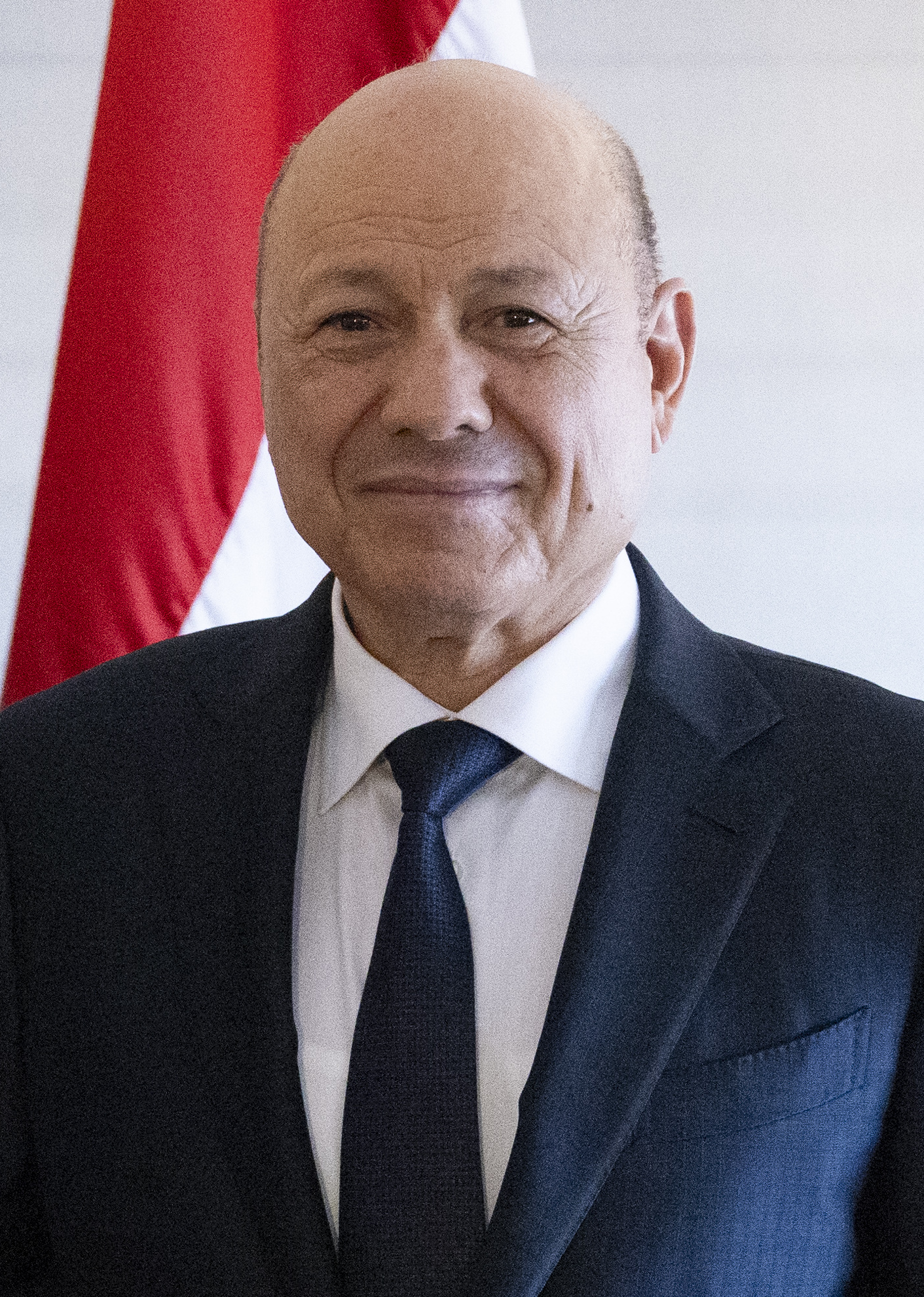
Rachad al-Alimi 2023-présent

## XXIesiècle
Au début des années 2000, le gouvernement doit faire face à des mouvements rebelles islamistes, en particulier des Houthis. En 2004, les affrontements près de la frontière avec l'Arabie saoudite ont fait environ 400 morts. Depuis 2004, le Yémen est aussi confronté à une rébellion armée de la minorité chiite zaïdite dans le gouvernorat de Sa'dah (nord-ouest), qui ne reconnait pas le régime du président Ali Abdallah Saleh, au pouvoir depuis 1990. Au début du mois d'avril 2005, les forces du gouvernement ont attaqué la position des rebelles dans les montagnes du nord-ouest du pays ; trois semaines de combats dans la province de Sa'dah ont provoqué la mort d'environ 200 personnes. En 2009, la guerre civile continue toujours et l'ONU compte 150 000 déplacés. Depuis le 4 novembre 2009, l'Arabie saoudite intervient militairement contre la rébellion. Malgré un ancrage officiel dans le camp occidental et une coopération pour le contrôle de ses côtes, le pays reste un foyer d'instabilité.
Au début 2011 survient la « révolte yéménite de 2011 » désignant un mouvement de contestation de grande ampleur se déroulant au début de l'année 2011 à Sanaa et dans plusieurs autres villes du Yémen. S'inspirant des précédents tunisien et égyptien, les manifestants réclament la démocratie, la fin de la corruption et de la mainmise du congrès général du peuple (CGP, au pouvoir), de meilleures conditions de vie et le départ du président Ali Abdallah Saleh, au pouvoir depuis 22 ans. Les protestations ont par la suite dégénéré en révolte à la suite de l'insurrection de combattants tribaux.
Le président nouveau président élu en 2012, Abdrabbo Mansour Hadi, ne parvient pas à mettre en place les recommandations du dialogue national établi après la révolution populaire de 2011 et la chute d'Ali Abdallah Saleh. Débordé en septembre 2014 par le mouvement chiite houthiste, venu de l'extrême nord du pays, et par certains éléments de l'armée, il est contraint à la démission en janvier 2015, lorsque les houthistes s'emparent du palais présidentiel. Il se réfugie en février à Aden, port stratégique du sud du pays, qui plonge dans les violences inter-confessionnelles et les attaques terroristes. Les attentats de Sanaa perpétrés le 20 mars 2015 par l'organisation de l'État islamique font 142 morts.
À partir de mars 2015, une coalition de plusieurs pays arabes sunnites dirigée par l'Arabie saoudite lance de nombreuses frappes aériennes contre les positions rebelles houthis.
L’ancien président Ali Abdallah Saleh est tué le 4 décembre 2017 lors de la bataille de Sanaa contre les Houthis.

#### Littérature
- Sirat Sayf ibn Dhi Yazan, roman populaire arabe, vers 1500
- Wilfred Thesiger (1910-2003)
- Aden Arabie (Paul Nizan)